# Liparis chalandei
Liparis chalandei är en orkidéart som beskrevs av Achille Eugène Finet. Liparis chalandei ingår i släktet gulyxnen, och familjen orkidéer. Inga underarter finns listade i Catalogue of Life.